# The Magnificent Seven
The Magnificent Seven är en amerikansk westernfilm från 2016, i regi av Antoine Fuqua. Den är en nyinspelning av filmen 7 vågade livet från 1960. Berättelsen är baserad på den japanska filmen De sju samurajerna från 1954 skriven av Akira Kurosawa, Shinobu Hashimoto och Hideo Oguni. Den 23 september 2016 hade filmen premiär. Filmen har bland andra Denzel Washington, Chris Pratt, Ethan Hawke, Vincent D'Onofrio, Lee Byung-hun, Manuel Garcia-Rulfo, Martin Sensmeier, Haley Bennett och Peter Sarsgaard i de ledande rollerna.

## Handling
Filmen utspelar sig år 1879 i den fiktiva gruvstaden Rose Creek som terroriseras av den förmögna och inflytelserika gruvägaren Bartholomew Bogue (Peter Sarsgaard) som äger guldgruvan som ligger utanför staden. Under ett möte i stadens kyrka diskuterar ett antal invånare hur de ska förhålla sig till Bogues krav. Mitt under mötet stormar Bogue och några av hans män in i kyrkan och Bogue tar till orda. 
Han kräver att samtliga jordägare i stan ska sälja sin mark till underpris till honom och flytta. Då några protesterar sätter hans medhjälpare eld på kyrkan för att skrämma stadens invånare. De får tre veckor på sig att bestämma sig. Då ska han komma tillbaka för att höra vad invånarna kommit fram till. Utanför kyrkan uppstår skottlossning då några personer försöker släcka den brinnande kyrkan, och flera av stadens invånare dödas, bland dem Emma Cullens make. Detta sätter naturligtvis skräck i stadens invånare och flera ger sig av frivilligt. Men till slut bestämmer sig Emma Cullen (Haley Bennett) och hennes vän Teddy Q (Luke Grimes) för att ta kontakt med delgivningsmanen Sam Chisolm (Denzel Washington) och ber honom att hjälpa dem att bli av med Bogue och hans män. Efter viss övertalning antar Chisolm uppdraget och rekryterar sex andra män och beger sig till Rose Creek.
Väl inne i staden konfronterar de Bogues män och skottlossning utbryter. Under skottlossningen dödas Bogues alla män, utom en. Det är den korrupta sheriffen som medvetet släpps iväg levande så att han kan tala om för Bogue vad som hänt. Bogue bor tre dagsritter bort och man har således en vecka på sig att planera motståndet inför Bogues attack. Under de följande dagarna tränar de sju männen stadens invånare i vapenhantering samtidigt som de utarbetar en strategi för hur staden ska försvaras. När Bogue och hans män anländer till Rose Creek utbryter ett blodbad där många får sätta livet till. Bland de döda märks Bogue själv och fyra av de sju männen som kommit till stadens försvar.

## Rollista

### De sju
- Denzel Washington – Sam Chisholm
- Chris Pratt – Joshua Faraday
- Ethan Hawke – Goodnight Robicheaux
- Vincent D'Onofrio – Jack Horne
- Lee Byung-hun – Billy Rocks
- Manuel Garcia-Rulfo – Vasquez
- Martin Sensmeier – Red Harvest

### Övriga i urval
- Peter Sarsgaard – Bartholomew Bogue
- Haley Bennett – Emma Cullen
- Luke Grimes – Teddy Q